# Волжское шоссе
Волжское шоссе — шоссе в Кировском и Красноглинском районах города Самары. Проходит от Московского до Красноглинского шоссе.
Протяжённость шоссе с юга на север составляет 8,149 километра, с запада на восток — от 2,256 км на юге до 2,252 км на севере.

## Трассировка
Волжское шоссе начинается от Московского и упирается в Красноглинское шоссе и пересекается:
- с Тувинской улицей
- с улицей Арена 2018
- со 2-й Стадионной улицей
- с Демократической улицей
- с Крайней улицей
- с улицей Сергея Лазо

## Реконструкция
К чемпионату мира по футболу в 2018 году проведена капитальная реконструкция в результате которой на участке от улиц Демократической до Сергея Лазо в тёплые месяцы (апрель–октябрь) устанавливается скоростной режим 80 км/ч (единственное место в городской черте Самары — в остальных местах до 60 км/ч).